# Campionati europei di corsa campestre 2000
Il VII Campionato europeo di corsa campestre si è disputato a Malmö, in Svezia, il 10 dicembre 2000. Il titolo maschile è stato vinto da Paulo Guerra mentre quello femminile da Katalin Szentgyörgyi.

## Risultati
I risultati del campionato sono stati:

### Individuale (uomini senior)
| Pos. | Atleta               | Tempo (m's") |
| ---- | -------------------- | ------------ |
|      | Paulo Guerra         | 29'29"       |
|      | Serhiy Lebid         | 29'39"       |
|      | Driss El Himer       | 29'45"       |
| 4.   | Lyes Ramoul          | 29'47"       |
| 5.   | Mustapha El Ahmadi   | 29'47"       |
| 6.   | José Carlos Adán     | 29'48"       |
| 7.   | Kamiel Maase         | 29'49"       |
| 8.   | Tom van Hooste       | 29'51"       |
| 9.   | José Manuel Martínez | 29'52"       |
| 10.  | Peter Matthews       | 29'53"       |
| 11.  | Yann Millon          | 29'54"       |
| 12.  | José Ramos           | 29'55"       |

### Squadre (uomini senior)
| Pos. | Nazione       | Punti |
| ---- | ------------- | ----- |
|      | Francia       | 23    |
|      | Spagna        | 51    |
|      | Irlanda       | 72    |
| 4.   | Portogallo    | 74    |
| 5.   | Belgio        | 98    |
| 6.   | Gran Bretagna | 103   |
| 7.   | Italia        | 144   |
| 8.   | Russia        | 156   |

### Individuale (donne senior)
| Pos. | Atleta               | Tempo (m's") |
| ---- | -------------------- | ------------ |
|      | Katalin Szentgyörgyi | 16'34"       |
|      | Analídia Torre       | 16'35"       |
|      | Olivera Jevtić       | 16'39"       |
| 4.   | Zahia Dahmani        | 16'49"       |
| 5.   | Kathy Butler         | 16'51"       |
| 6.   | Monica Rosa          | 16'55"       |
| 7.   | Anja Smolders        | 16'55"       |
| 8.   | Liz Yelling          | 16'55"       |
| 9.   | Anne Keenan-Buckley  | 16'56"       |
| 10.  | Analía Rosa          | 16'57"       |
| 11.  | Gunhild Hanne-Haugen | 16'57"       |
| 12.  | Jacqueline Martin    | 17'00"       |

### Squadre (donne senior)
| Pos. | Nazione       | Punti |
| ---- | ------------- | ----- |
|      | Portogallo    | 18    |
|      | Gran Bretagna | 33    |
|      | Germania      | 54    |
| 4.   | Belgio        | 55    |
| 5.   | Romania       | 60    |
| 6.   | Irlanda       | 60    |
| 7.   | Francia       | 60    |
| 8.   | Spagna        | 73    |

### Individuale (uomini junior)
| Pos. | Atleta             | Tempo (m's") |
| ---- | ------------------ | ------------ |
|      | Wolfram Müller     | 18'58"       |
|      | Chris Thompson     | 19'00"       |
|      | Martin Pröll       | 19'05"       |
| 4.   | Rui Pedro Silva    | 19'10"       |
| 5.   | Mickael André      | 19'11"       |
| 6.   | Bruno Silva        | 19'11"       |
| 7.   | Mo Farah           | 19'12"       |
| 8.   | Aleksandr Sekletov | 19'16"       |

### Squadre (uomini junior)
| Pos. | Nazione       | Punti |
| ---- | ------------- | ----- |
|      | Portogallo    | 21    |
|      | Gran Bretagna | 25    |
|      | Francia       | 30    |
| 4.   | Spagna        | 48    |
| 5.   | Germania      | 62    |
| 6.   | Italia        | 74    |
| 7.   | Svezia        | 85    |
| 8.   | Russia        | 96    |

### Individuale (donne junior)
| Pos. | Atleta          | Tempo (m's") |
| ---- | --------------- | ------------ |
|      | Jéssica Augusto | 12'55"       |
|      | Nicola Spirig   | 12'56"       |
|      | Elvan Can       | 12'56"       |
| 4.   | Tatyana Chulakh | 12'56"       |
| 5.   | Juliet Potter   | 13'02"       |
| 6.   | Olha Kryvyak    | 13'14"       |
| 7.   | Jane Potter     | 13'14"       |
| 8.   | Olesya Dubovik  | 13'15"       |

### Squadre (donne junior)
| Pos. | Nazione       | Punti |
| ---- | ------------- | ----- |
|      | Gran Bretagna | 21    |
|      | Turchia       | 40    |
|      | Svezia        | 49    |
| 4.   | Portogallo    | 55    |
| 5.   | Finlandia     | 60    |
| 6.   | Ucraina       | 69    |
| 7.   | Russia        | 71    |
| 8.   | Romania       | 83    |

## Medagliere
Legenda
     Paese ospitante
| Posizione | Paese         | Oro | Argento | Bronzo | Totale |
| --------- | ------------- | --- | ------- | ------ | ------ |
| 1         | Portogallo    | 4   | 1       | 0      | 5      |
| 2         | Gran Bretagna | 1   | 3       | 0      | 4      |
| 3         | Francia       | 1   | 0       | 2      | 3      |
| 4         | Germania      | 1   | 0       | 1      | 2      |
| 5         | Ungheria      | 1   | 0       | 0      | 1      |
| 6         | Turchia       | 0   | 1       | 1      | 2      |
| 7         | Spagna        | 0   | 1       | 0      | 1      |
| 7         | Svizzera      | 0   | 1       | 0      | 1      |
| 7         | Ucraina       | 0   | 1       | 0      | 1      |
| 10        | Austria       | 0   | 0       | 1      | 1      |
| 10        | Irlanda       | 0   | 0       | 1      | 1      |
| 10        | Jugoslavia    | 0   | 0       | 1      | 1      |
| 10        | Svezia        | 0   | 0       | 1      | 1      |
| Totale    | Totale        | 8   | 8       | 8      | 24     |